# A Fugitive from Matrimony
A Fugitive from Matrimony is een Amerikaanse filmkomedie uit 1919 onder regie van Henry King.

## Verhaal
De familie Riggs is rijk geworden met olie. Ze verhuizen naar een landhuis in Ossining, dat gelegen is naast het huis van de begeerde vrijgezel Stephen van Courtlandt. Mevrouw Riggs wil in de hogere kringen van New York verzwageren door haar dochter Barbara te koppelen aan Stephen.  Een uit Sing Sing ontsnapte gevangene vraagt aan Stephen om met hem van kleren te verwisselen om de gevangenisbewakers te misleiden. Als hij daardoor zelf achternagezeten wordt door de bewakers, klimt Stephen door het slaapkamerraam van Barbara. Zij wil de crimineel meteen helpen en geeft hem de livrei van een huisknecht te leen. Als mevrouw Riggs op het koppel stuit en hij haar zijn ware identiteit onthult, zegt zij dat ze meteen hun verloving moeten aankondigen om Barbara's eer niet te bezwalken. Alleen gelooft Barbara nog steeds dat hij een ontsnapte gevangene is. Wanneer Stephen ervan verdacht wordt dat hij de juwelen van mevrouw Riggs heeft gestolen, helpt de gevangene hem om de echte dief te ontmaskeren. Uiteindelijk kunnen Barbara en Stephen trouwen.

## Rolverdeling
| Acteur           | Personage              |
| ---------------- | ---------------------- |
| H.B. Warner      | Stephen van Courtlandt |
| Seena Owen       | Barbara Riggs          |
| Adele Farrington | Mevrouw Riggs          |
| Walter Perry     | Zachariah E. Riggs     |
| Christine Mayo   | Edythe Arlington       |
| Matthew Biddulph | Maurice Bradford       |
| John Gough       | Chimmy de Krekel       |
| Lule Warrenton   | Kelly                  |